# María Dolores
María Dolores es una película española de drama estrenada el 22 de agosto de 1953, dirigida por José María Elorrieta y protagonizada por Ana Esmeralda, Fernando Nogueras y Fernando Sancho.

## Sinopsis
Esteban es un miembro de la policía secreta que se hace pasar por contrabandista, para intentar desmantelar a una banda dedicada al tráfico de cocaína y que tiene como tapadera un café en la ciudad de Algeciras. Su primer contacto es María Dolores, una bella bailarina que, de vez en cuando, colabora con los traficantes. Esteban consigue infiltrarse en la banda, pero se enamora de la chica.

## Reparto principal
- Ana Esmeralda como María Dolores
- Fernando Nogueras como Esteban
- Fernando Sancho como Antonio
- Francisco Cossío hijo como	Jefe de la banda
- Beni Deus como Capitán
- Casimiro Hurtado como Curro
- Mariano Alcón como	Cachorro
- Diana Salcedo como	Angustias
- Maite Pardo como Amiga de Emil